# Redondo Beach (California)
Redondo Beach è una città della Contea di Los Angeles, in California (Stati Uniti).